# Marston St. Lawrence
Marston St. Lawrence es un pueblo y una parroquia civil del distrito de South Northamptonshire, en el condado de Northamptonshire (Inglaterra).

## Demografía
Según el censo de 2001, Marston St. Lawrence tenía 209 habitantes (101 varones y 108 mujeres). 55 de ellos (26,32%) eran menores de 16 años, 129 (61,72%) tenían entre 16 y 74, y 25 (11,96%) eran mayores de 74. La media de edad era de 38,72 años. De los 154 habitantes de 16 o más años, 30 (19,48%) estaban solteros, 101 (65,58%) casados, y 23 (14,94%) divorciados o viudos. 96 habitantes eran económicamente activos, 90 de ellos (93,75%) empleados y otros 6 (6,25%) desempleados. Había 88 hogares con residentes y ninguno sin ocupar.
| 371                         | 385 | 482 | 440 | 540 | 541 | - | - | 416 | 344 | 310 | 326 | 302 | 333 | - | 187 | 184 |
| (Fuente: Vision of Britain) |     |     |     |     |     |   |   |     |     |     |     |     |     |   |     |     |